# Nemoria conflua
Nemoria conflua är en fjärilsart som beskrevs av W. Warren 1904. Nemoria conflua ingår i släktet Nemoria och familjen mätare. Inga underarter finns listade i Catalogue of Life.